# Muara Buat
Muara Buat is een bestuurslaag in het regentschap Bungo van de provincie Jambi, Indonesië. Muara Buat telt 885 inwoners (volkstelling 2010).